# Czerska Struga (rzeka)
Czerska Struga (Czernica, niem. Czersker Fliss) – rzeka, lewobrzeżny dopływ Brdy o długości 31,47 km. 
Przepływa przez powiat chojnicki oraz powiat tucholski. Źródła rzeki mieszczą się w okolicach wsi Krzyż na zachód od Czerska.
Organizowane są na niej spływy kajakowe (spławny odcinek liczy ok. 16 km). Wody rzeki przepływają pod akweduktem w Fojutowie. W 1982 roku w dolinie Czerskiej Strugi utworzono rezerwat florystyczny Cisy nad Czerską Strugą.